# 鈴木牛後
鈴木 牛後（すずき ぎゅうご、1961年8月30日 - ) は、俳人。北海道小樽市生まれ。

## 来歴
- 1984年 - 北海道教育大学旭川分校卒業。
- 2009年 - インターネット俳壇 俳句の缶づめ（夏井いつき選)に投句を始める。
- 2011年 - 藍生俳句会入会。
- 2012年 - いつき組 第1回大人のための俳句を作ろうコンテスト（現・百年俳句賞）最優秀賞受賞[1]。「俳句マガジン いつき組」付録として第一句集『根雪と記す』上梓。俳句集団【itak】（アイヌ語で「言葉」の意)の旗揚げに幹事として参画。
- 2014年 - 第二句集『暖色』上梓。
- 2015年 - 藍生新人賞受賞[2]。
- 2016年 - 雪華俳句会入会。
- 2017年 - 北海道俳句協会賞受賞[3]。藍生賞受賞[4]。
- 2018年 - 第64回角川俳句賞受賞（「牛の朱夏」にて)[5][6]。
- 2019年 - 第三句集『にれかめる』上梓。 第34回北海道新聞俳句賞受賞（『にれかめる』にて)[7]。2019年度下川町文化奨励賞受賞[8]。

## 所属
- 雪華俳句会（橋本喜夫主宰/旭川）[9]
- 俳句集団【itak】 （五十嵐秀彦代表/札幌）[10]
- 俳句集団いつき組（夏井いつき組長/愛媛）[11]
- 現代俳句協会会員[12]

## 著書
- 第一句集『根雪と記す』（2012年、マルコボ.コム)
- 第二句集『暖色』（2014年、マルコボ.コム)
- 第三句集『にれかめる』（2019年、角川書店）